# Illinois Wing Civil Air Patrol
A Illinois Wing Civil Air Patrol (ILWG) é o mais alto escalão da Civil Air Patrol no estado de Illinois. A sede da Illinois Wing está localizada em West Chicago, mais específicamente na cidade de St. Charles. A ala de Illinois é membro da Região dos Grandes Lagos da CAP juntamente com as alas dos Estados de: Ohio, Indiana, Kentucky, Michigan e Wisconsin. A Illinois Wing consiste em mais de 1.000 membros cadetes e adultos em 26 locais em todo o estado de Illinois. O lema da Illinois Wing é: "Together we all succeed!" ("Juntos, todos nós conseguimos!").

## Missão
A Illinois Wing tem três missões: fornecer serviços de emergência; oferecer programas de cadetes para jovens; e fornecer educação aeroespacial para membros da CAP e para o público em geral.

### Serviços de emergência
A Civil Air Patrol realiza serviços de emergência em situações de emergência por meio de diversas missões, entre elas: busca e salvamento; gestão de emergência; reconhecimento aéreo; ajuda humanitária e operações antidrogas além de missões de transporte, todas as quais são suporte para a segurança nacional.
Em janeiro de 2009, membros da Illinois Wing, junto com membros da CAP de Indiana, Kentucky e Ohio, realizaram missões para avaliar os danos e aumentar as comunicações para a "Kentucky National Guard" após uma forte tempestade de gelo em Kentucky, enquanto as equipes de terra da CAP ajudavam os guardas nacionais indo de porta em porta para realizar verificações de bem-estar nos residentes.

### Programas de cadetes
A Civil Air Patrol oferece um programa de cadetes para jovens de 12 a 18, 21 anos, que é organizado como um programa de treinamento de dezesseis passos que oferece educação aeroespacial, treinamento de liderança, preparação física e liderança moral.

### Educação Aeroespacial
A Civil Air Patrol oferece educação aeroespacial para seus membros voluntários e para o público em geral. O programa de educação interna para membros da CAP educa membros seniores e cadetes; o programa externo para o público em geral é fornecido por meio de oficinas oferecidas através do sistema educacional do país.

## Estrutura

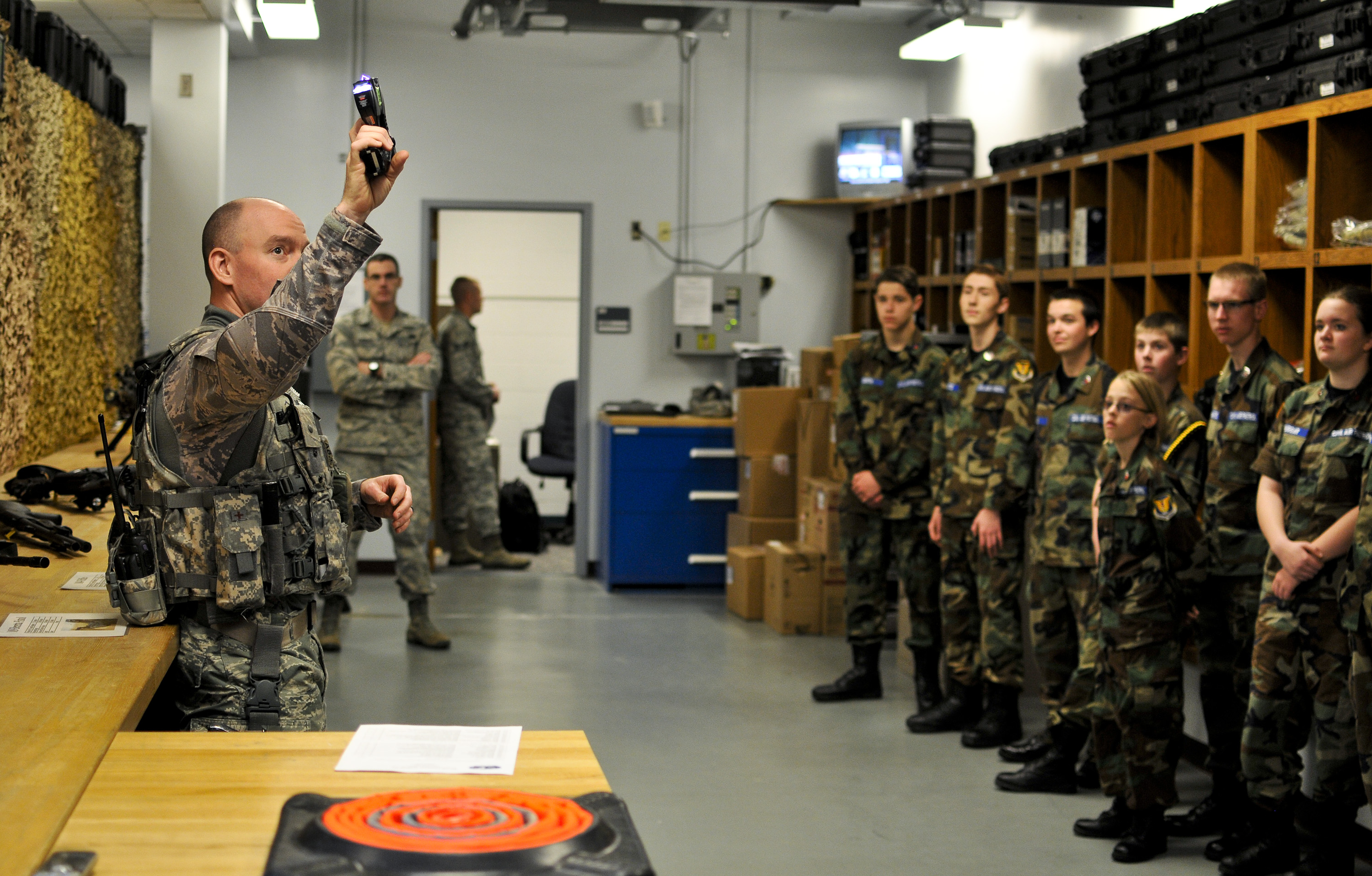
Sargento Mestre da Força Aérea dos EUA Blake A. Pumphrey, chefe de mobilidade e recursos do 182º Esquadrão das Forças de Segurança, demonstra um teste de ignição Taser X26 para cadetes da Civil Air Patrol na 182ª Ala de Transporte Aéreo em Peoria, Illinois.

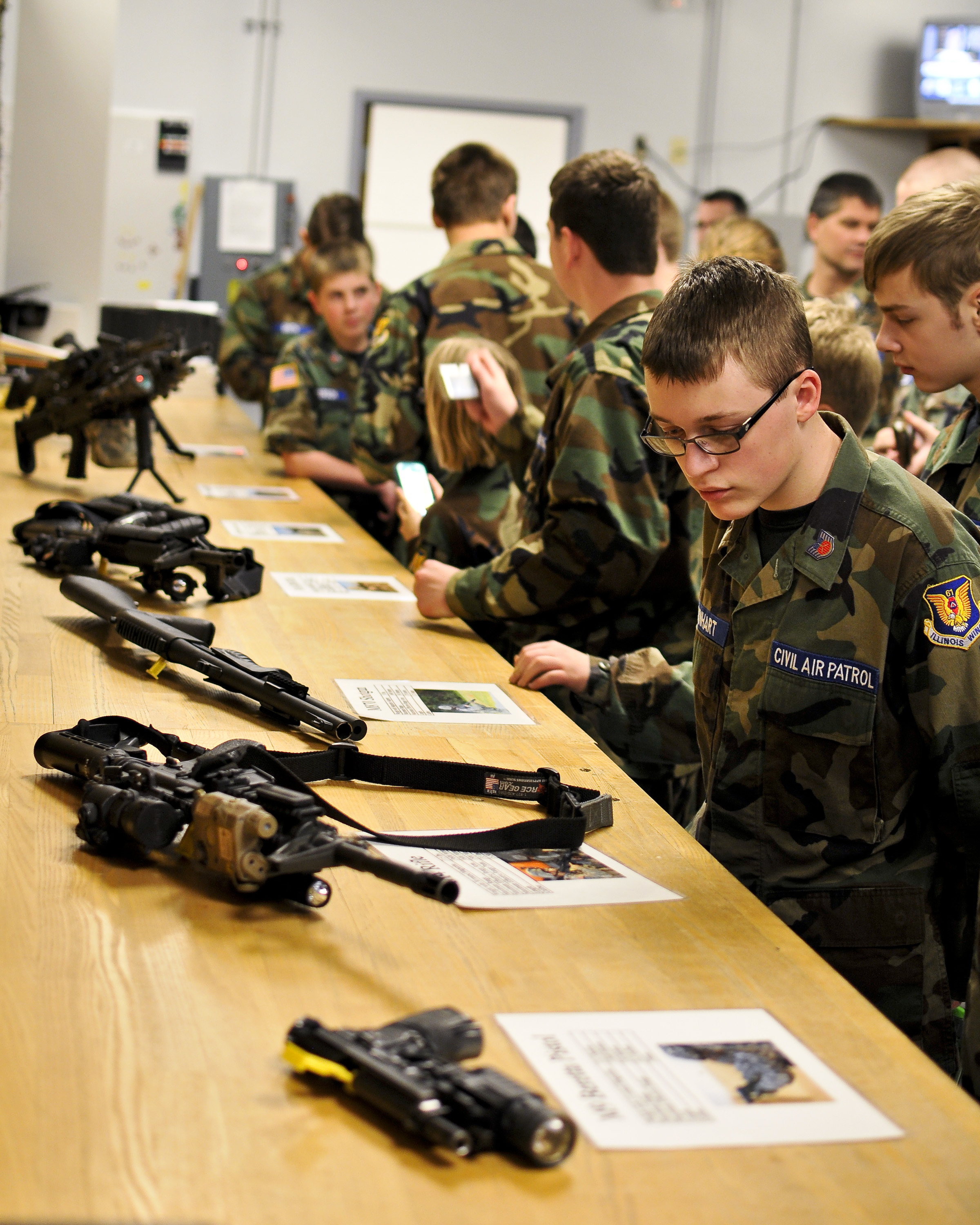
Um cadete da Civil Air Patrol lê a nomenclatura de uma carabina M4 do esquadrão das forças de segurança na 182ª Asa de Transporte Aéreo.

A Illinois Wing é composta por 26 esquadrões que estão distribuídos em seis grupos em todo o Estado de Illinois. Os seis grupos da ala de Illinois incluem: Grupo 1, abrange Southern Illinois; Grupo 2, sul de Chicago; Grupo 3, Central Illinois; Grupo 4, Northwest Illinois, Grupo 5, West Chicago; e Grupo 6, Chicago Land. Cada Grupo conduz seus próprios treinamentos e programas, bem como participa de treinamentos e eventos em larga escala com o restante da Illinois Wing.
| Grupo       | Designação | Nome do esquadrão                        | Localização               |
| ----------- | ---------- | ---------------------------------------- | ------------------------- |
| QG da ala   | IL-001     | Illinois Wing Headquarters               | West Chicago              |
| Legislativo | IL-999     | State Legislative Squadron               | Sadorus                   |
| Group 01    | IL-061     | Shawnee Composite Squadron               | Herrin                    |
|             | IL-205     | Scott Composite Squadron                 | Scott Air Force Base      |
|             | IL-286     | 286th Composite Squadron                 | East Alton                |
| Group 02    | IL-067     | Magnus Composite Squadron                | North Riverside           |
|             | IL-189     | Colonel Shorty Powers Composite Squadron | Bolingbrook               |
|             | IL-317     | Thunder Composite Squadron               | Lansing                   |
|             | IL-329     | Lewis Composite Squadron                 | Romeoville                |
|             | IL-332     | Cornelius Coffey Composite Squadron      | South Holland             |
| Group 03    | IL-004     | Peoria Composite Squadron                | Peoria                    |
|             | IL-036     | Springfield Composite Squadron           | Springfield               |
|             | IL-240     | McLean County Composite Squadron         | Bloomington               |
|             | IL-303     | Decatur Flight                           | Decatur                   |
|             | IL-327     | Champaign Composite Squadron             | Champaign                 |
| Group 04    | IL-008     | Quad City Composite Squadron             | Moline                    |
|             | IL-251     | Poplar Grove Composite Squadron          | Poplar Grove              |
|             | IL-271     | Dekalb County Composite Squadron         | Dekalb                    |
|             | IL-284     | Illinois Valley Composite Squadron       | Peru                      |
|             | IL-334     | Whiteside County Composite Squadron      | Rock Falls                |
| Group 05    | IL-075     | Woodfield Composite Squadron             | Schaumburg                |
|             | IL-263     | McHenry County Composite Squadron        | Greenwood                 |
|             | IL-282     | Lake in the Hills Composite Squadron     | Lake in the Hills         |
|             | IL-274     | Fox Valley Composite Squadron            | West Chicago              |
| Group 06    | IL-042     | Lake County Composite Squadron           | Naval Station Great Lakes |
|             | IL-049     | Palwaukee Composite Squadron             | Wheeling                  |
|             | IL-090     | Col Compton Composite Squadron           | Evanston                  |
|             | IL-312     | Chicago Senior Squadron                  | Chicago                   |

## Atividades especiais
A Illinois Wing promove um acampamento de verão de uma semana a cada verão.
A Illinois Wing promove acampamento de primavera no Comando de Treinamento de Recrutas da Marinha dos EUA em North Chicago Illinois desde 1991.
A "Raymond Johnson Flight Academy" é realizada pela Illinois Wing desde 1967, proporcionando aos cadetes familiarização e treinamento de voo em aeronaves motorizadas, planadores e balões de ar quente.

## Proteção legal
Os membros da Civil Air Patrol que trabalham em Illinois geralmente têm direito a uma licença sem vencimento de seu local de trabalho quando participam de uma missão da PAC. As empresas que empregam entre quinze e cinquenta funcionários devem fornecer aos membros da PAC até quinze dias de licença sem vencimento anualmente para funcionários que executam uma missão da PAC. Os empregadores que empregam mais de cinquenta funcionários devem fornecer aos membros da PAC até trinta dias de licença sem vencimento anualmente para atender às missões da Patrulha Aérea Civil. Os empregadores estão proibidos de exigir que os funcionários usem licença de férias acumuladas, licença pessoal, licença compensatória, licença médica, licença por invalidez ou qualquer outra licença para cobrir o período de tempo em que o funcionário está destacado para a missão. Esses direitos são garantidos pela lei de Illinois.